# 藤島部屋

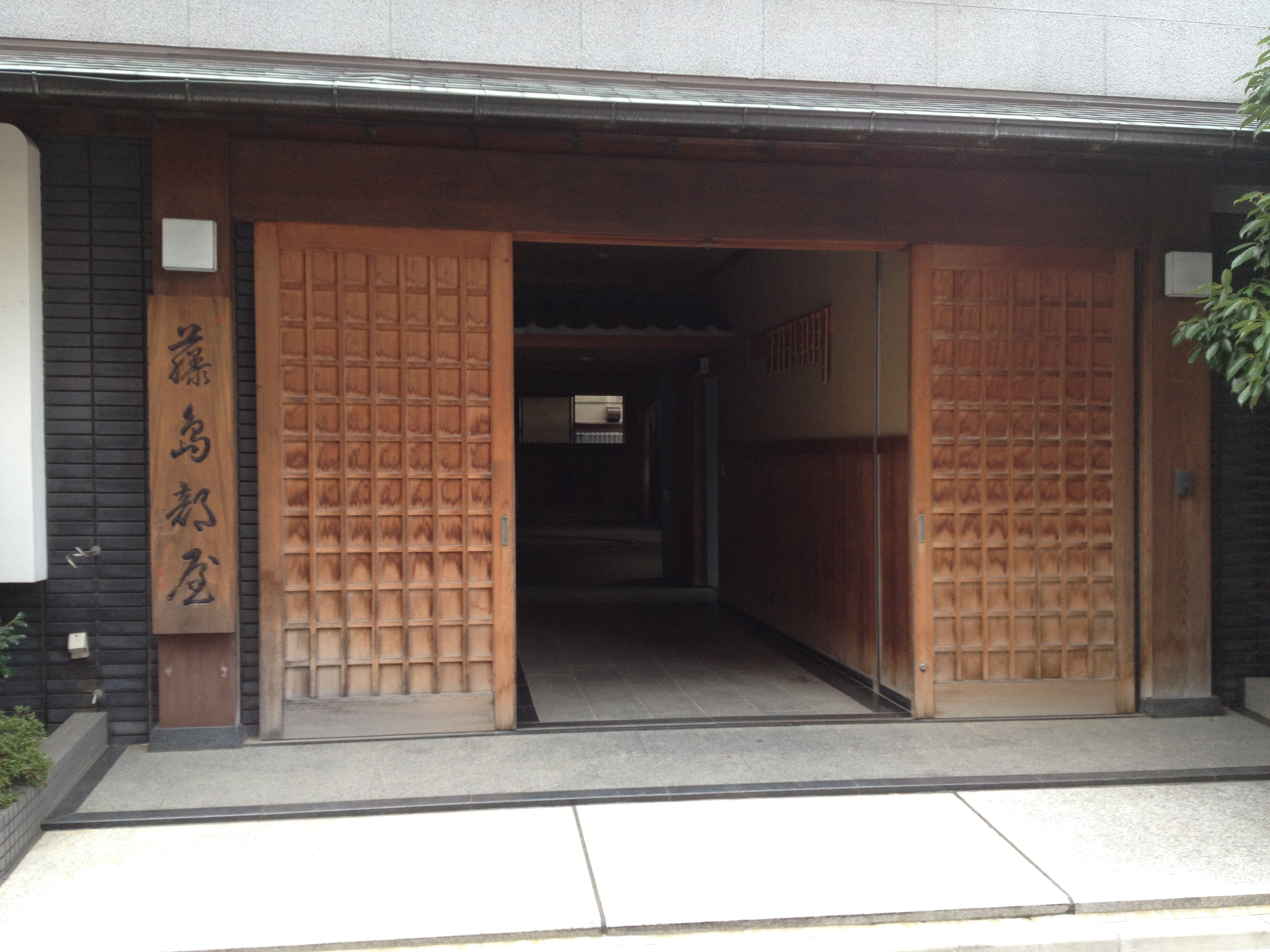
藤島部屋

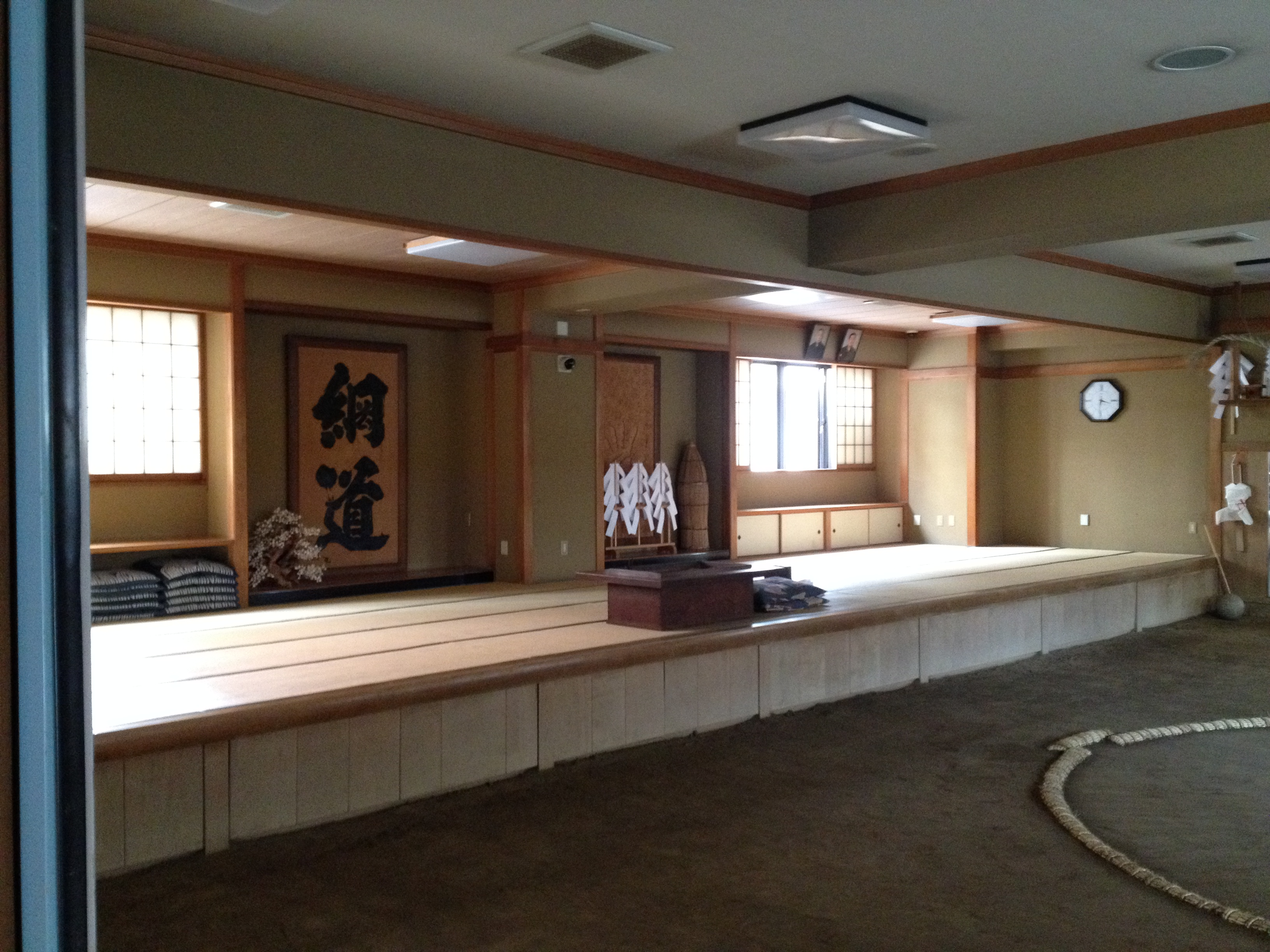
藤島部屋

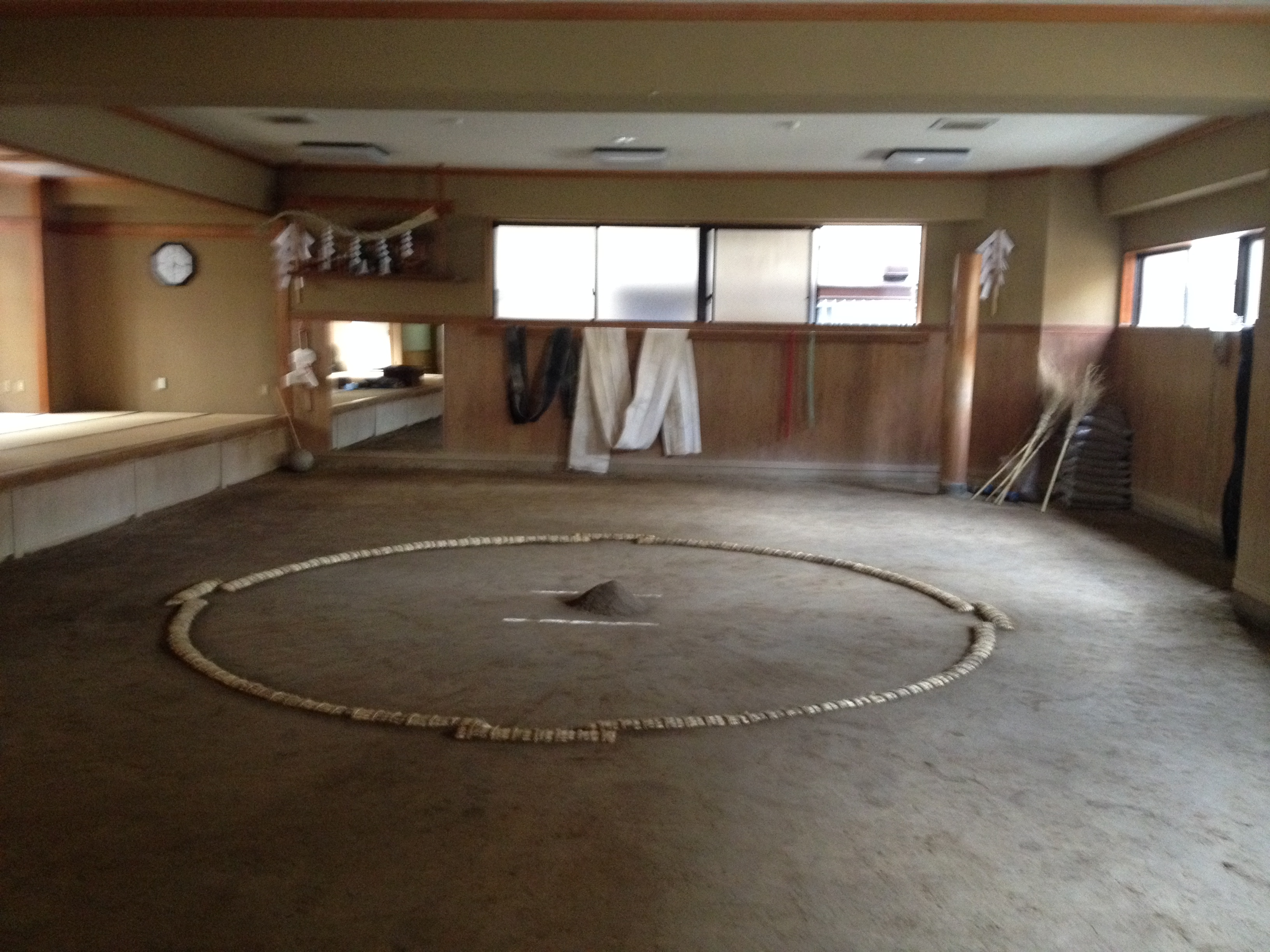
藤島部屋

藤島部屋（ふじしまべや）は、日本相撲協会に所属する出羽海一門の相撲部屋。前身の武蔵川部屋についてもあわせて記述する。

## 歴史
1980年11月場所中に現役を引退して、以降は出羽海部屋の部屋付き親方となっていた年寄・14代武蔵川（元横綱・三重ノ海）が、1981年8月に5人の弟子を率いて、出羽海部屋から分家独立する形で武蔵川部屋を創設した。5代出羽ノ海（元横綱・常陸山）の「不許分家独立」の不文律により長年にわたり分家独立を認めていなかった出羽海部屋からは、1919年に当時まだ現役力士であった横綱・栃木山が5代出羽ノ海からの許可を受けて春日野部屋を創設して以来、実に62年ぶりの円満独立となった。1989年には、部屋を荒川区東日暮里四丁目の施設に移転した。この新築の部屋の地下1階には当時の相撲部屋としては珍しくトレーニングルームが完備されていた。
14代武蔵川はハワイ出身の横綱・武蔵丸のほか、大学相撲部出身者の勧誘を積極的に行い、出島・武双山・雅山の3大関など数多くの関取を育て上げ、一時期は角界最多数の関取を擁して一時代を築いた。14代武蔵川は「二子山勢に対抗できる部屋を作れたことで、相撲ファンにサービスできたと思う」と当時を振り返っている。
2010年9月30日に14代武蔵川は部屋の師匠の座を武蔵川部屋の部屋付き親方である18代藤島（元大関・武双山）へ禅譲した。部屋継承にあたっては武蔵川と藤島の年寄名跡は交換せずに、武蔵川部屋から藤島部屋へと部屋の名称を変更し、14代武蔵川は藤島部屋の部屋付き親方となった。
2010年11月場所において剣武が新十両へ昇進し、部屋名を改称してからは初となる関取が誕生した。
しかし2000年代に入り武蔵丸、武双山、出島、雅山といった役力士たちが引退すると部屋の勢力は衰えを見せ、2016年5月場所で翔天狼が幕下に陥落して以降は関取不在となり、2018年1月場所直前の2017年12月末でその翔天狼も引退したため、関取経験者も不在となる状況が続いていたが、2021年3月場所において武将山が新十両に昇進。18代藤島の子飼いでは初。前身の武蔵川部屋を含めると剣武以来11年ぶりとなる。武将山はその後、2023年3月場所において新入幕を果たした。
2013年4月には部屋付き親方である15代武蔵川（元横綱・武蔵丸）が分家独立して、武蔵川部屋の名称を復活させた形で自身の部屋を創設している。2018年4月には、14代二子山（元大関・雅山）が分家独立し、二子山部屋を創設した。

## 所在地
- 東京都荒川区東日暮里四丁目27-1
  - JR山手線・京浜東北線鶯谷駅徒歩6分[4]

## 師匠
武蔵川部屋時代
- 14代：武蔵川晃偉（むさしがわ あきひで、第57代横綱・三重ノ海剛司、三重）

藤島部屋時代
- 18代：藤島武人（ふじしま たけひと、大関・武双山、茨城）

## 部屋付き親方
- 大鳴戸 武春（おおなると たけはる、大関・出島、石川）
- 山分 喬喜（やまわけ たけよし、前1・武雄山、愛知）
- 待乳山 隆志（まつちやま たかし、前3・武州山、青森）
- 出来山 翔（できやま しょう、前2・翔天狼、モンゴル）

## 力士

### 現役の関取経験力士
- 武将山虎太郎（前12・茨城）18代藤島弟子
- 藤青雲龍輝（十2・熊本）18代藤島弟子

### 横綱・大関
横綱
- 武蔵丸光洋（67代・米国ハワイ）14代武蔵川弟子

大関
- 出島武春（石川）14代武蔵川弟子
- 武双山正士（茨城）14代武蔵川弟子
- 雅山哲士（茨城）14代武蔵川、18代藤島弟子

### 幕内
小結
- 和歌乃山洋（和歌山）14代武蔵川弟子
- 垣添徹（大分）14代武蔵川、18代藤島弟子

前頭
- 武雄山喬義（前1・愛知）14代武蔵川弟子
- 翔天狼大士（前2・モンゴル）14代武蔵川、18代藤島弟子
- 武州山隆士（前3・青森）14代武蔵川、18代藤島弟子
- 大輝煌正人（前15・和歌山）14代武蔵川弟子
- 剣武輝希（前16・埼玉）14代武蔵川、18代藤島弟子

### 十両
- 重ノ海博久（十11・鹿児島）14代武蔵川弟子
- 武哲山剛（十11・兵庫）14代武蔵川弟子